# Villa Åkerlund

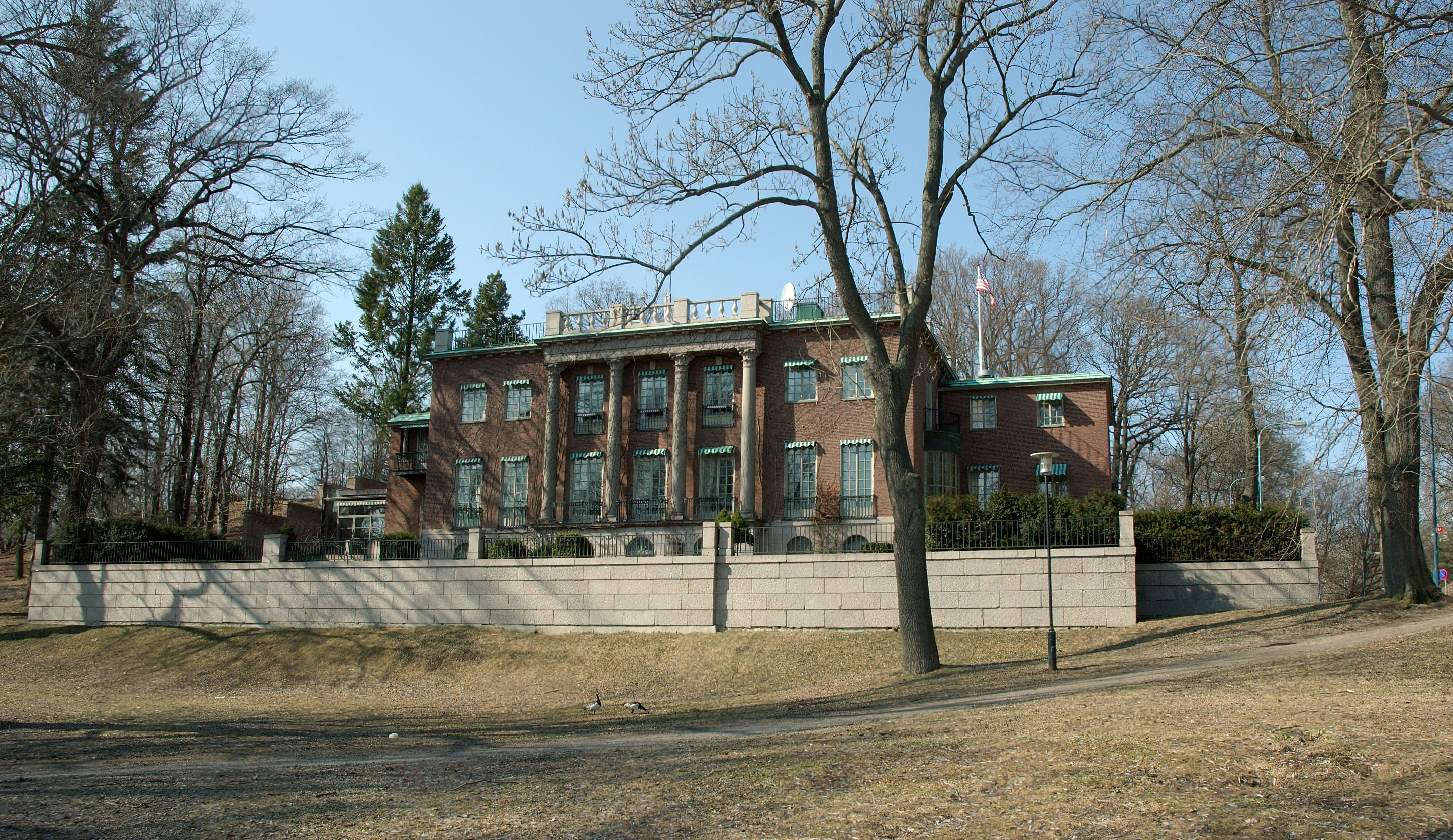
"Amerikanska residenset" i april 2006.
Vy från Nobelparken (syd)

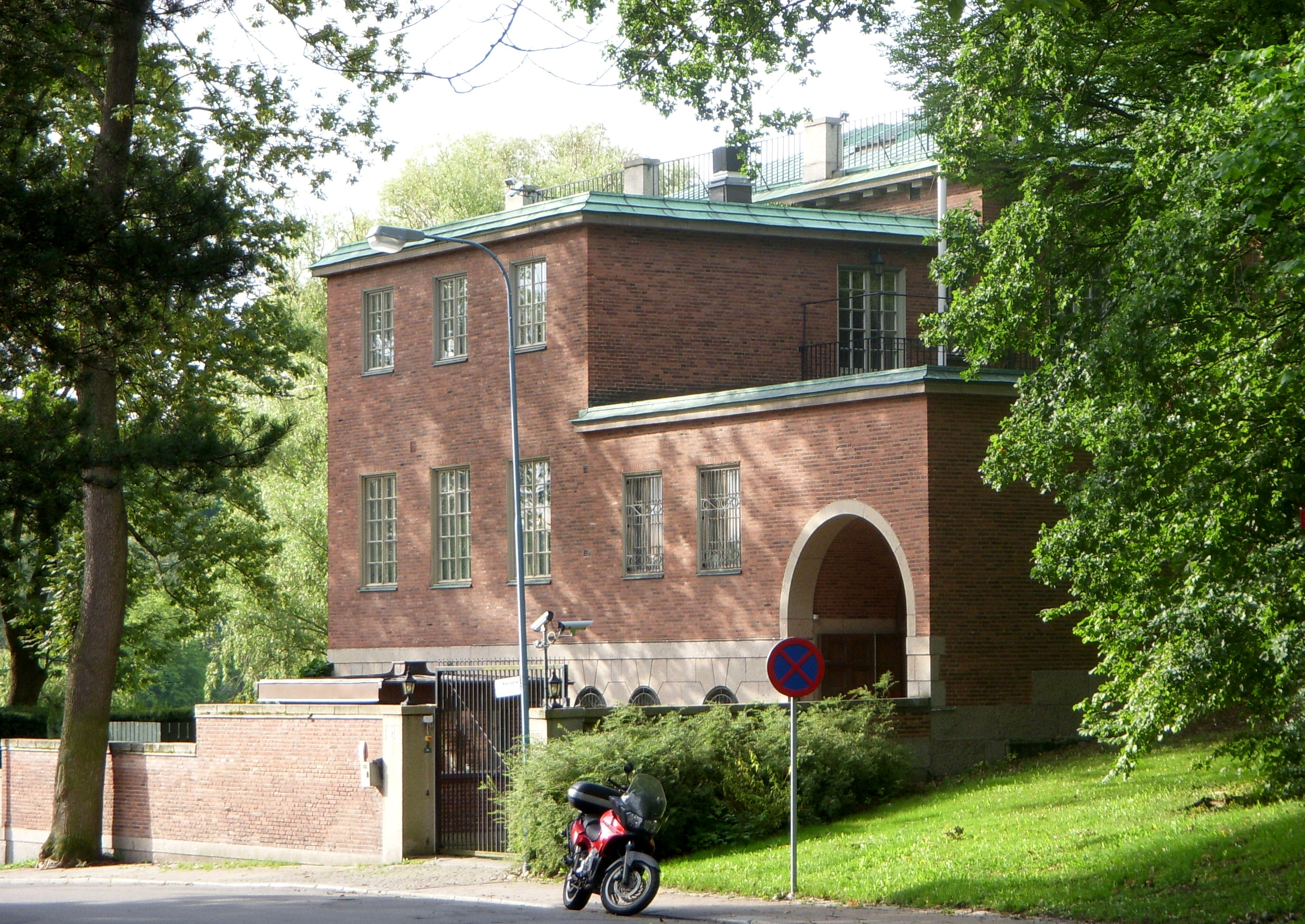
"Villa Åkerlund" augusti 2008.
Vy från Nobelgatan (norr)

Villa Åkerlund, även kallad Amerikanska residenset, är en fastighet vid Nobelgatan 2 i kvarteret Legationssekreteraren 3 i Diplomatstaden i Stockholm. Villan ritades av arkitekt Knut Perno för publicisten och bokförläggaren Erik Åkerlund, och uppfördes 1931–1932, kort efter byggherrens försäljning av Åhlén & Åkerlunds förlag. Perno hade några år tidigare ritat förlagets tryckeri på Rådmansgatan 47. Fastigheten är blåmärkt av Stadsmuseet i Stockholm vilket betyder "att bebyggelsen bedöms ha synnerligen höga kulturhistoriska värden".
Redan 1935 hade byggherren bosatt sig året runt i sommarbostaden på Dalarö, och Villa Åkerlund disponerades istället av den amerikanske ministern Laurence Steinhardt. År 1942 köpte USA villan för sin ambassadverksamhet, som 1955 flyttade till sina nuvarande lokaler vid Gärdesgatan 2. Idag (2011) disponeras byggnaden av USA:s ambassad i Stockholm som residens för dess ambassadör.

## Tomtens historik
Tomten Legationssekreteraren förvärvades initialt av rentieren K. Bergsten.  Den förblev dock obebyggd och såldes omkring 1926 vidare till Erik Åkerlund. Den 19 december 1929 ansökte Åkerlund om bygglov:
"Undertecknad anhåller härmed att å tomten nr. 2 i kvarteret Legationssekreteraren få uppföra en nybyggnad i enlighet med bifogade ritningar.- Undertecknad Erik Åkerlund, Bokförläggare."
I april 1931 fastställdes en tomtkarta som var specialritad för den planerade byggnaden. Den 1 999 kvadratmeter stora tomten tog en del av Nobelparken i anspråk.  Tomtgränsen följer husets grundplan med en halvrund mur mot norr och en avtrappning mot syd. I öst och väst når byggnaden ända ut till tomtgränsen. 

## Utformning

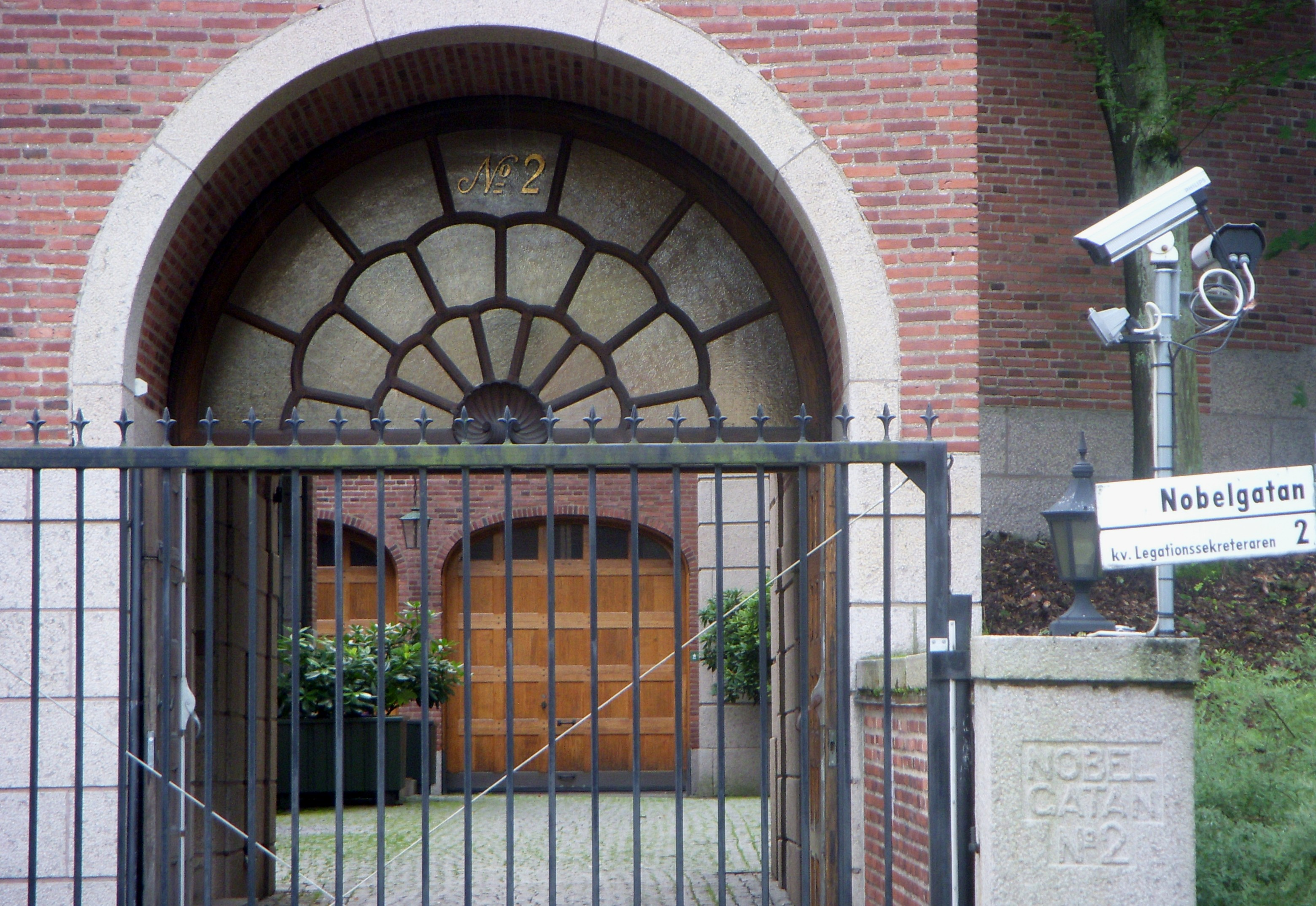
"Villa Åkerlund" portiken.

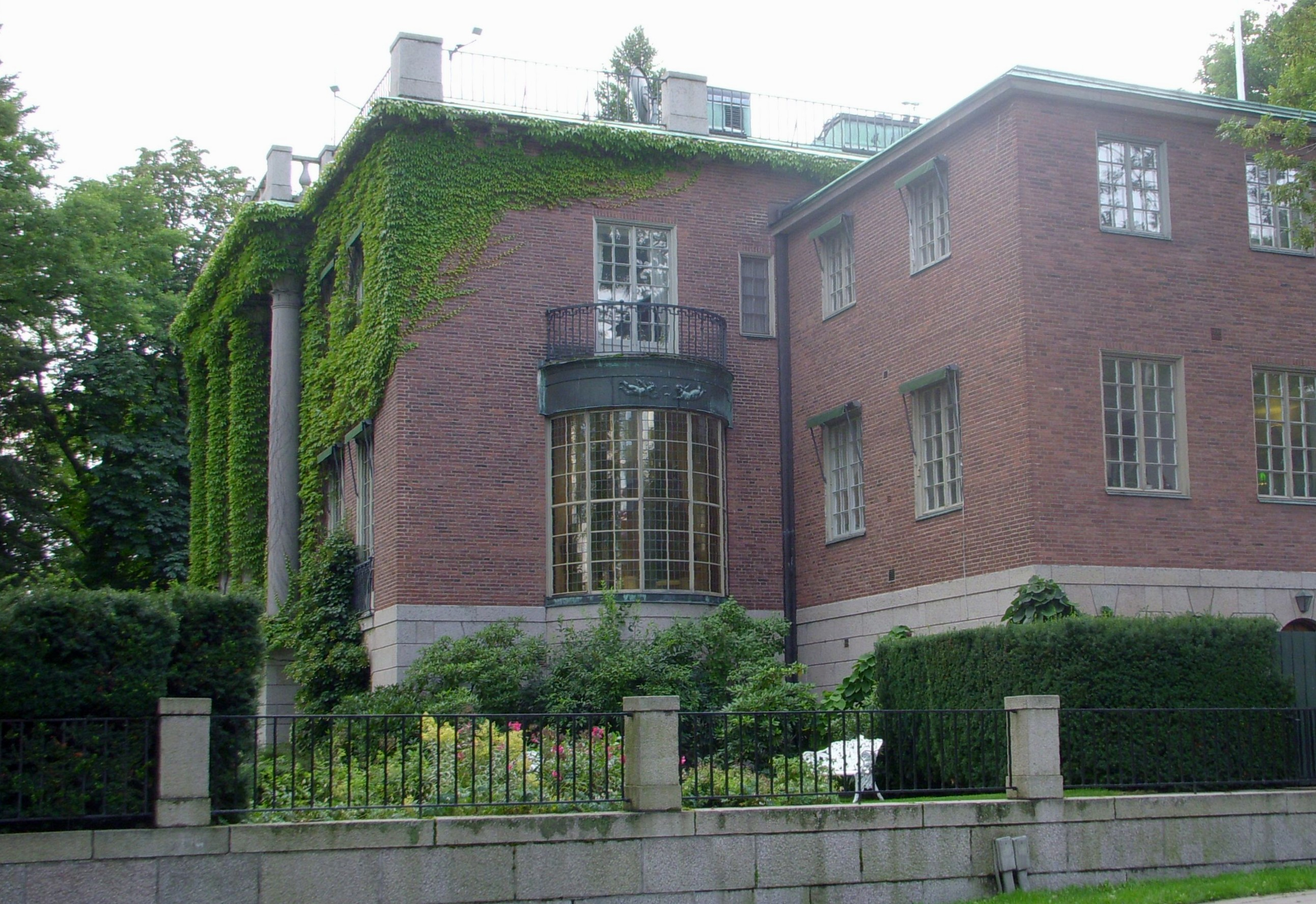
"Villa Åkerlund" augusti 2008.
Vy från Nobelgatan (öst)

Enligt ursprungsritningarna består husets grundplan av en centralt anordnad, nästan kvadratisk byggnadskropp med annex mot öst och väst. Taket är nästan plant och omgärdas av en balustrad. Byggnadens fasader är uppförda i rött tegel på en hög sockel av granit. Fasaden mot syd pryds av fyra höga granitkolonner och mot Nobelgatan dominerar ett högt, halvrunt och inglasat burspråk, som bär upp en balkong. Hela villan ger ett borgliknande intryck. 
Man når husets entré via en portik mot Nobelgatan. I bottenvåningen finns kring en centralhall; bibliotek, salong och matsal och i de båda annexen; kök, biljardrum, växthus och ett garage med plats för två bilar. I det övre våningsplanet anordnades, med blick mot Djurgårdsbrunnsviken, herrskapets sovrum samt vardagsrum, studio, badrum och klädrum. Dessutom visar ursprungsritningen ytterligare sju mindre rum. Eftersom byggnaden står i en sluttning får källarvåningens sydfasad full våningshöjd. Här fanns bland annat en tennishall och en badavdelning med karbad och bassäng.

## Boende

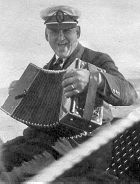
Erik Åkerlund (c:a 1931 - c:a 1935)
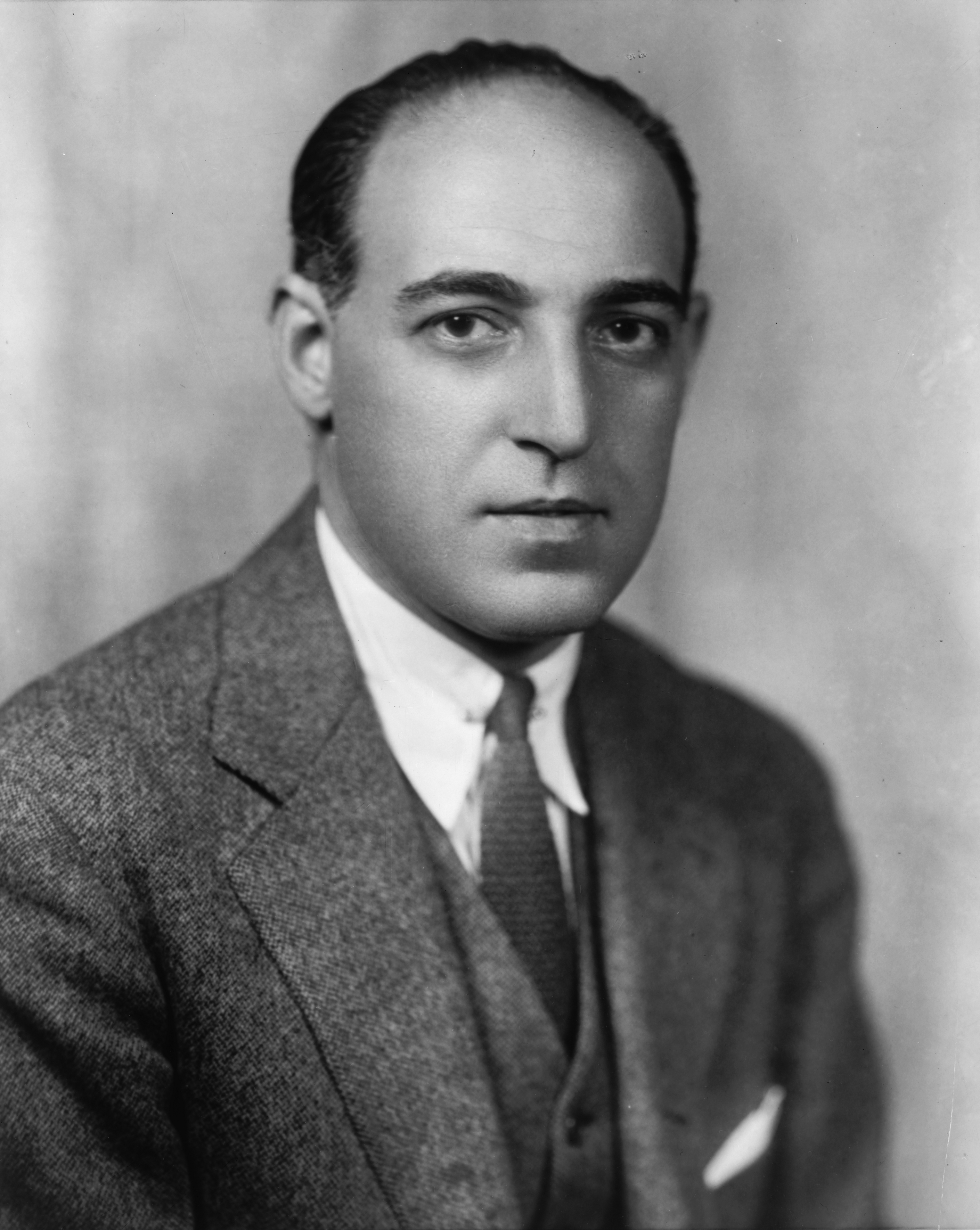
Laurence Steinhardt (c:a 1935-1937)
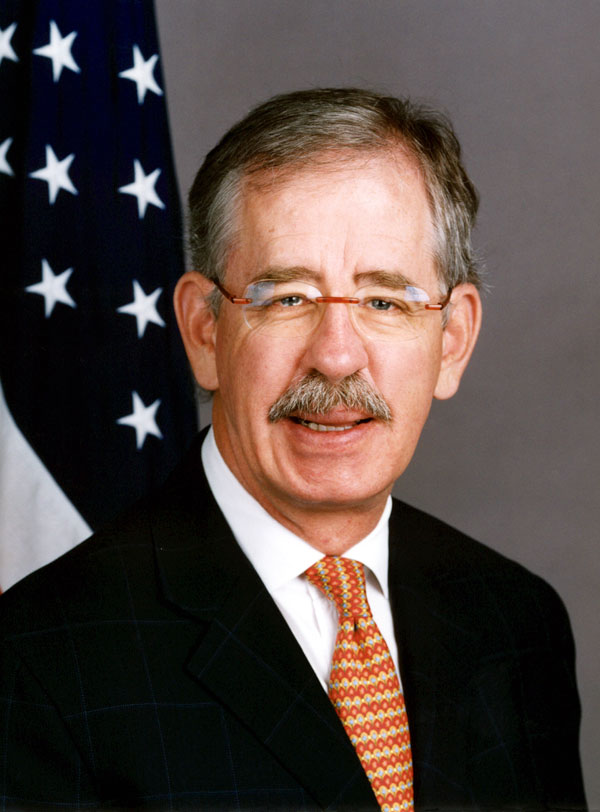
Teel Bivins (2004-2006)
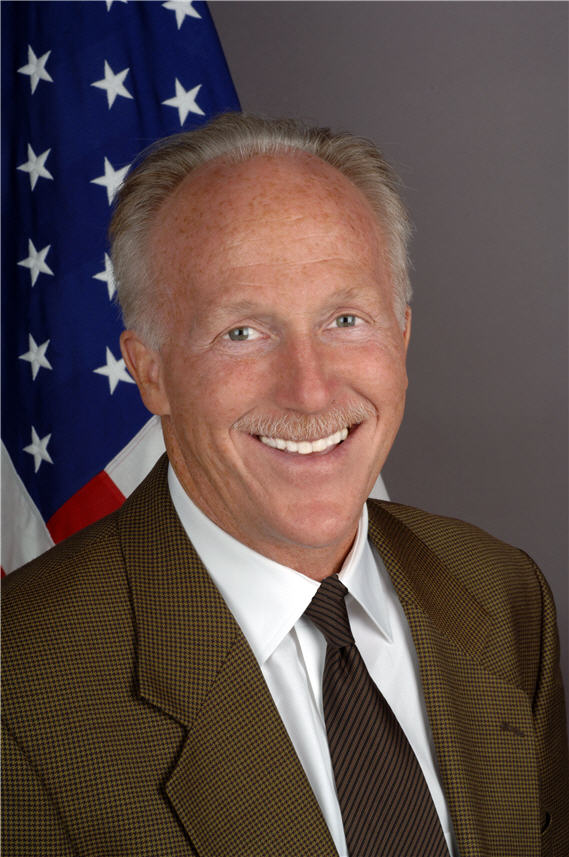
Michael Wood (2006-2009)
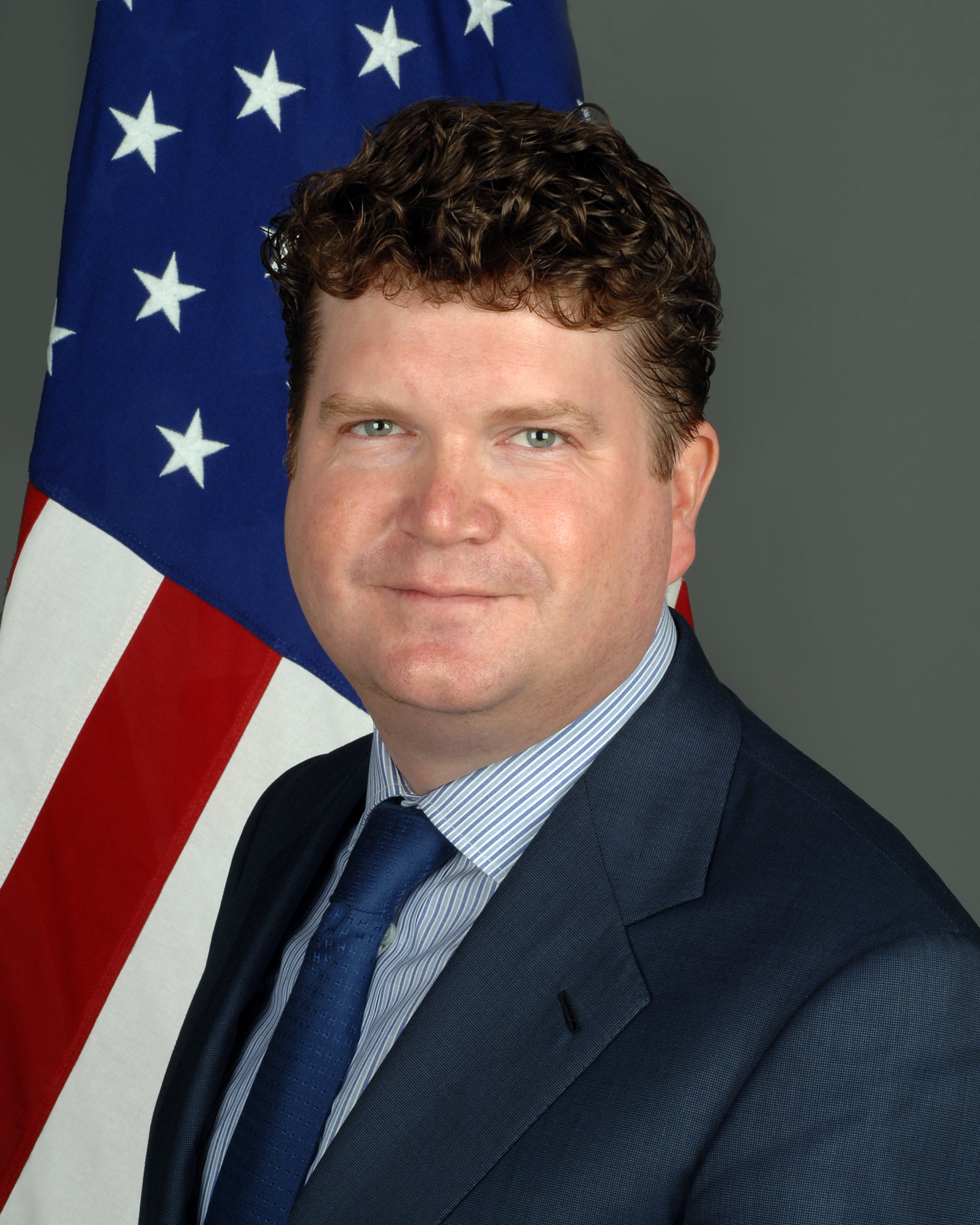
Matthew Barzun (2009-2011)
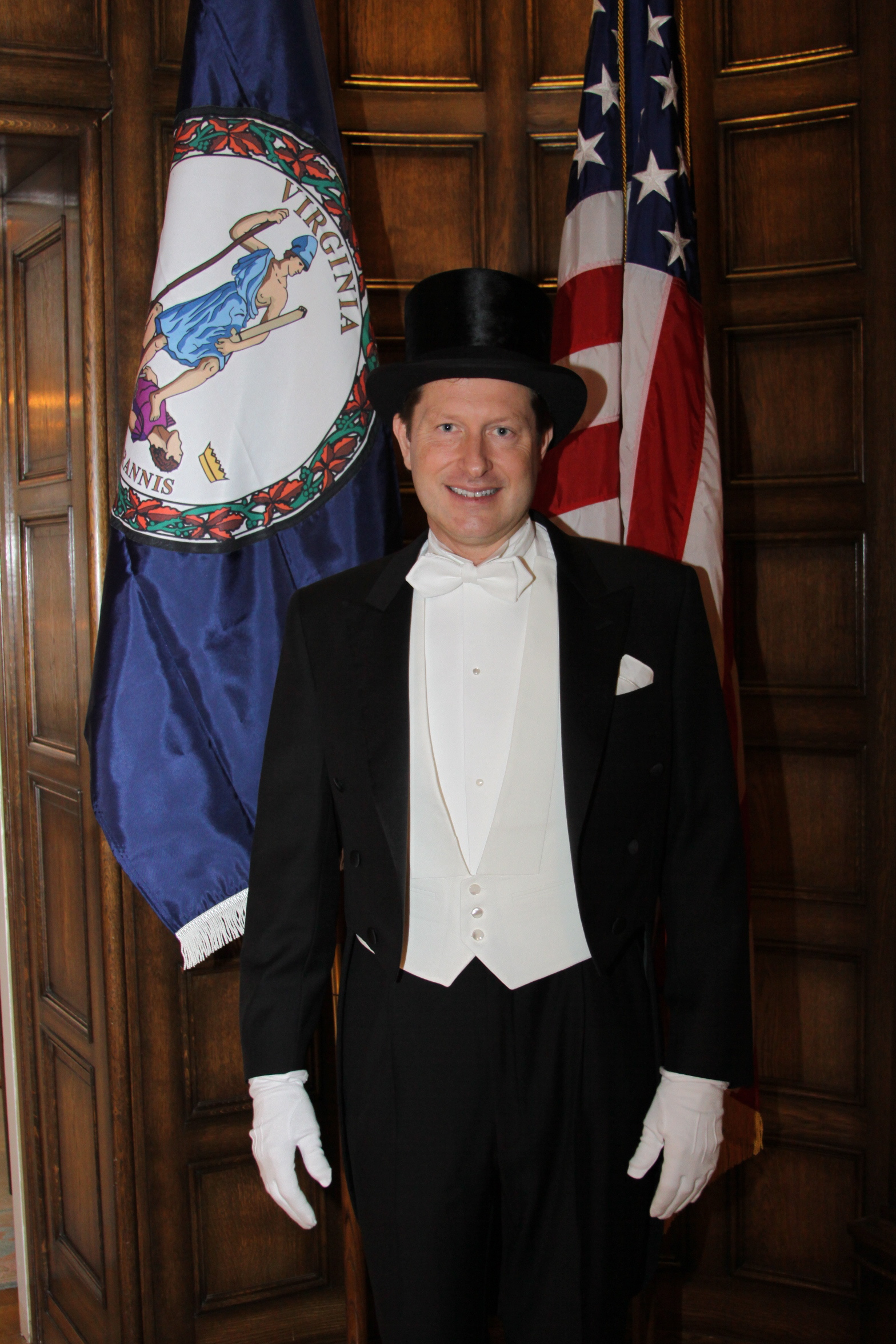
Mark Brzezinski (2011-2014)
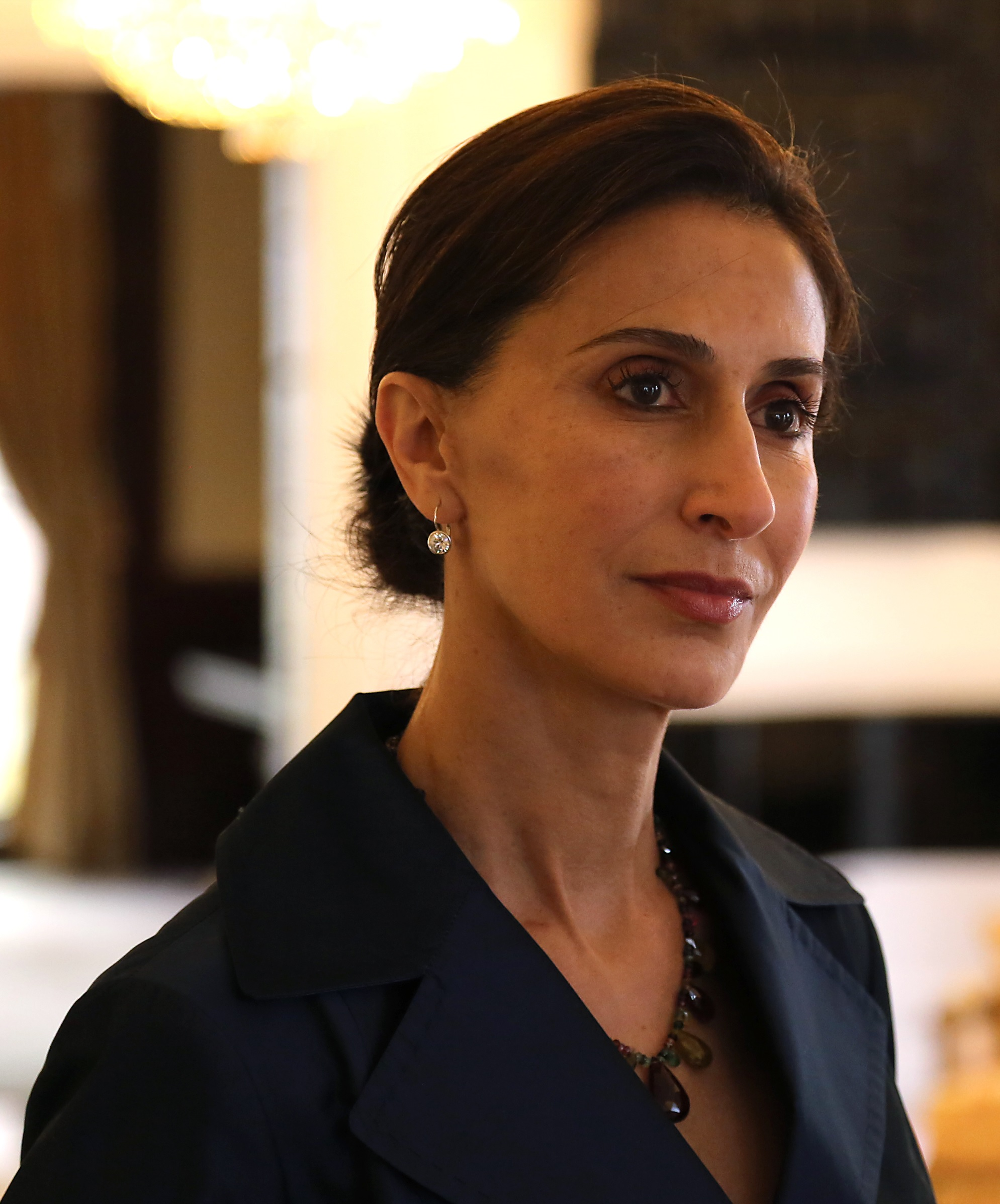
Azita Raji (2016-2017)
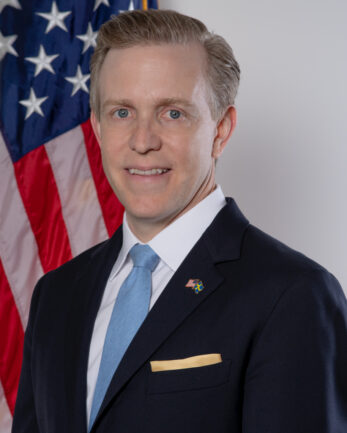
Kenneth Howery (2019 - 2021)
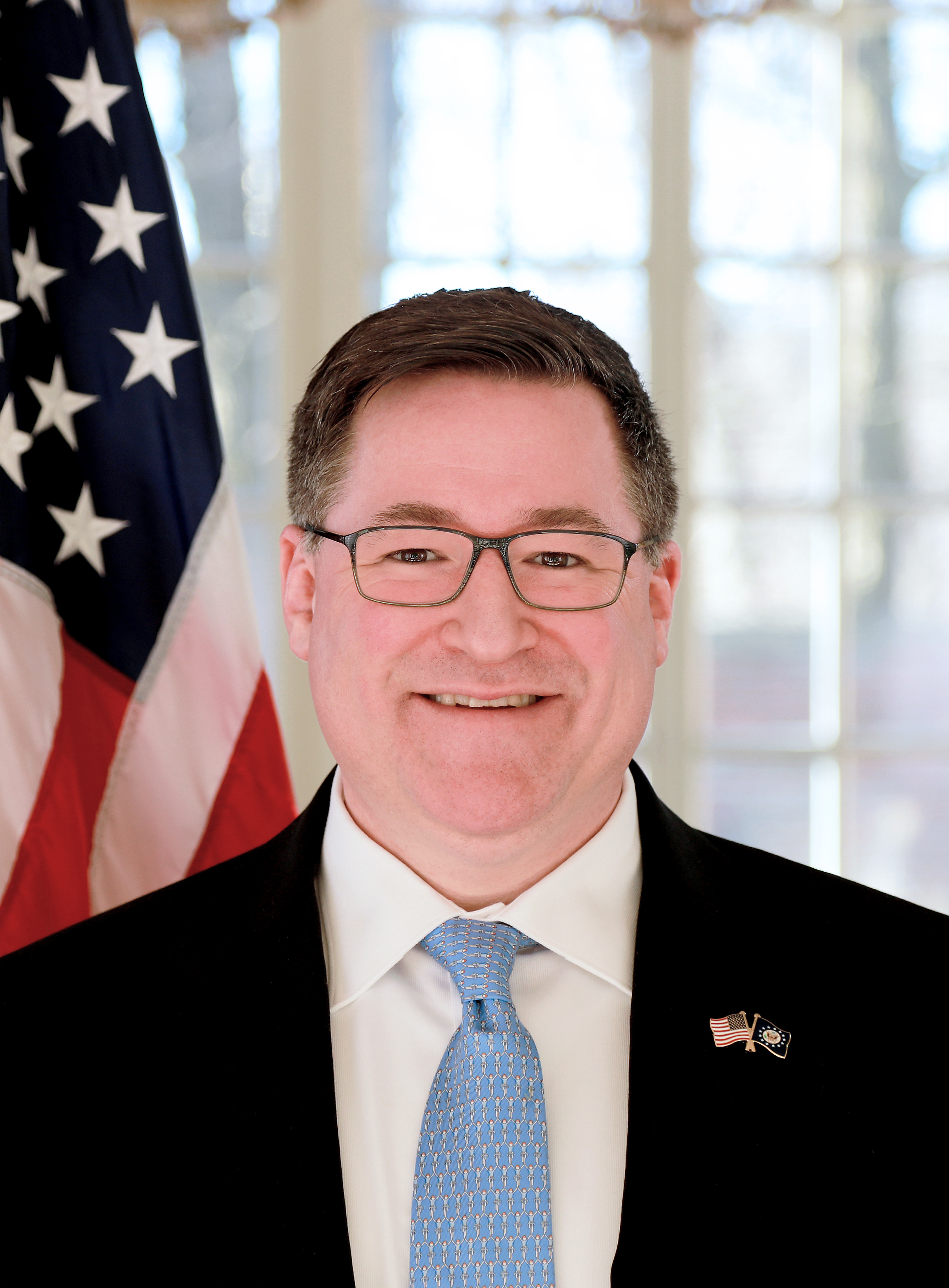
Erik D. Ramanathan (2022 - nuvarande)